# Małgorzata Stanisława Jastrzębska
Małgorzata Stanisława Jastrzębska (ur. 5 grudnia 1969) – polska profesor, dr hab., kierownik Katedry Geotechniki i Dróg na Wydziale Budownictwa Politechniki Śląska w Gliwicach.

## Życiorys
W latach 1988–1993 studiowała na Wydziale Budownictwa Politechniki Śląskiej w Gliwicach, uzyskując tytuł zawodowy magister inżynier (specjalność technologia i organizacja budownictwa), zaś w latach 1991-1994 - studia pedagogiczne na tej samej uczelni.
Od września 1993 pracownik naukowo-dydaktyczny na swojej Alma Mater. 3 lipca 2002 obroniła pracę doktorską w dyscyplinie budownictwa pt. "Kalibrowanie i weryfikacja jednopowierzchniowego sprężysto-plastycznego modelu gruntu o silnie nieliniowym wzmocnieniu anizotropowym", a 29 czerwca 2011 zakończyła habilitację  z zakresu inżynierii lądowej, publikując monografię "Badania zachowania się gruntów spoistych poddanych obciążeniom cyklicznym w zakresie małych odkształceń". Od 1 lipca 2016 profesor uczelni.
Postanowieniem Prezydenta RP Andrzeja Dudy z 13 grudnia 2023 otrzymała tytuł profesora nauk inżynieryjno-technicznych.

## Działalność w organizacjach branżowych
- Polski Komitet Geotechniki (PKG) - od 1996,
- Międzynarodowe Stowarzyszenie Mechaniki Gruntów i Fundamentowania (ang. International Society for Soil Mechanics and Geotechnical Engineering, ISSMGE) - od 1996,
- Polski Związek Inżynierów i Techników Budownictwa (PZITB) - od 2002[4].

## Odznaczenia
- Brązowy Krzyż Zasługi (2004)[5]